# Ringarums socken
Ringarums socken i Östergötland ingick i Hammarkinds härad, ingår sedan 1971 i Valdemarsviks kommun och motsvarar från 2016 Ringarums distrikt.
Socknens areal är 287,74 kvadratkilometer land (efter att köpingen med areal på 12,6 utbrutits 1914). År 2000 fanns här 3 427 invånare. Tätorten Gusum, en del av Valdemarsvik samt tätorten Ringarum med sockenkyrkan Ringarums kyrka ligger i socknen. 

## Administrativ historik
Ringarums socken har medeltida ursprung. 
Vid kommunreformen 1862 övergick socknens ansvar för de kyrkliga frågorna till Ringarums församling och för de borgerliga frågorna till Ringarums landskommun. 1914 bröts Valdemarsviks köping ut, samtidigt införlivades Grännas i denna församling från Tryserums församling. 1919 utbröts även Valdemarsviks församling. Ringarums landskommun inkorporerades 1971 i Valdemarsviks kommun.
1 januari 2016 inrättades distriktet Ringarum, med samma omfattning som församlingen (socknen).
Socknen har tillhört samma fögderier och domsagor som Hammarkinds härad.  De indelta soldaterna tillhörde  Andra livgrenadjärregementet, Livkompanit. De indelta båtsmännen tillhörde Östergötlands båtsmanskompani.

## Geografi
Ringarums socken ligger nordväst om Valdemarsvik och nordost om Yxningen. Socknen är en sjörik bergs- och skogsbygd, uppdelad av dalar och småslätter, de största väster om sjön Strolången.

## Fornlämningar
Kända från socknen är några boplatser från stenåldern, några gravrösen från bronsåldern och åtta gravfält från järnåldern. En runristning, nu försvunnen är antecknad från kyrkan.

## Namnet
Namnet (1358 Ringaruma) kommer från bebyggelse vid kyrkan. Förleden är ring och å och kan betyda 'den ringlande ån vars lopp bildar slingor som liknar ringar'. Efterleden är rum, 'öppen plats'.

### Fotnoter
1. 1 2  Svensk Uppslagsbok andra upplagan 1947–1955: Ringarum socken
2. 1 2  Harlén, Hans; Harlén Eivy (2003). Sverige från A till Ö: geografisk-historisk uppslagsbok. Stockholm: Kommentus. Libris 9337075. ISBN 91-7345-139-8
3. ↑  Administrativ historik för Ringarum socken (Klicka på församlingsposten). Källa: Nationella arkivdatabasen, Riksarkivet.
4. ↑  Om Östergötlands båtsmanskompani
5. 1 2  Sjögren, Otto (1931). Sverige geografisk beskrivning del 2 Östergötlands, Jönköpings, Kronobergs, Kalmar och Gotlands län. Stockholm: Wahlström & Widstrand. Libris 9939
6. 1 2  Nationalencyklopedin
7. ↑  Fornlämningar, Statens historiska museum: Ringarums socken
8. ↑  Fornminnesregistret, Riksantikvarieämbetet: Ringarums socken Fornminnen i socknen erhålls på kartan genom att skriva in sockennamn (utan "socken") i "Ange geografiskt område"
9. ↑  Mats Wahlberg, red (2003). Svenskt ortnamnslexikon. Uppsala: Institutet för språk och folkminnen. Libris 8998039. ISBN 91-7229-020-X. https://isof.diva-portal.org/smash/get/diva2:1175717/FULLTEXT02.pdf